# Cimetière militaire allemand de Borj Cédria
Le cimetière militaire allemand de Borj Cédria est un cimetière militaire allemand situé près de la ville de Borj Cédria, à une vingtaine de kilomètres de Tunis, capitale de la Tunisie. On y trouve les tombes de 8 562 soldats allemands tombés pendant la Seconde Guerre mondiale, lors de la campagne de Tunisie (novembre 1942-mai 1943), ou morts en captivité.

## Localisation
Le cimetière se situe à environ 25 kilomètres au sud-est de Tunis, dans la zone côtière et sur la pente nord-ouest du Djebel Boukornine. Depuis le centre de Tunis, on peut emprunter la route nationale 1 en direction de Sousse. On atteint la ville de Hammam Lif avant, trois kilomètres plus loin, de pouvoir prendre un embranchement vers le cimetière.

## Histoire
Les morts de la Wehrmacht sont d'abord enterrés dans six cimetières provisoires à Naâssen, Bizerte, Mornaguia, El Mdou, Mateur et Sfax. De nombreux soldats sont par ailleurs enterrés dans des cimetières de campagne, éparpillés dans tout le pays.
Sur la base du traité germano-tunisien du 28 mars 1966 sur les cimetières militaires, qui crée une base légale, il est convenu d'abandonner les cimetières de campagne existants et de transférer les ossements à Borj Cédria. Le cimetière militaire est aménagé entre 1973 et 1975 et inauguré le 28 septembre 1977. Un mémorial y est érigé pour les 104 soldats dont les tombes n'ont pas été retrouvées.

## Aménagement
Un chemin pavé en pente raide conduit le visiteur du hall d'accueil vers les tombes des soldats. Le cimetière se compose d'une cour centrale et de six cours mineures. Dans ces dernières, des ossuaires sont couverts de grandes pierres de granit, sur lesquelles sont inscrits le nom, le rang, la date de naissance et la date de décès des soldats.
Dans la cour centrale, un mémorial en arabe, français et anglais est érigé en l'honneur des morts allemands, et indique leur nombre. Les cours mineures portent les noms de Bizerte, El Mdou, Mateur, Mornaguia, Naâssen et Sfax.